# Sex virtual
Sexul virtual este o activitate sexuală în care doi sau mai mulți oameni - sau o persoană și un personaj virtual - se reunesc prin intermediul unor forme de echipament de comunicații pentru a se stimula reciproc prin transmiterea de mesaje explicite sexual. Sexul virtual descrie fenomenul, indiferent de echipamentul de comunicare folosit. 
- Stimularea digitală la distanță implică utilizarea energiei direcționate, a bio-circuitelor integrate și / sau a implanturilor cibernetice pentru a stimula un bărbat sau o femeie în zona genitală de la distanță
- Camming este un sexul virtual prin intermediul chat-ului video.
- Cybersex este un tip virtual de sex pe Internet, incluzând IRC, e-mail, mesagerie instantanee, camere de chat, webcam, jocuri de rol etc.
- Sexul pe telefon este sexul virtual vorbit prin telefon . [1]
- Sextingul este sexul virtual trimis prin intermediul mesageriei text a rețelei de telefonie mobilă . Apariția telefoanelor mobile cu camere digitale încorporate a adus, fără îndoială, noi dimensiuni acestor activități.
- Căștile moderne pentru realitatea virtuală permit utilizatorilor să se angajeze în sexul virtual prin medii simulate, fie cu alți oameni, fie cu personaje virtuale. [2]

Acești termeni și practicile evoluează continuu, pe măsură ce se schimbă tehnologiile și metodele de comunicare. 

## Legături externe
- "Cyberwatch: Dating Online și Cybersex"
- "Produse Teledildonics și dispozitive Teledildonic" la Tinynibbles.com
- "Cyborgasms: Cybersex printre multi-selves și Cyborgs în spațiul de bandă îngustă a camerelor de chat americane online", 1996 Disertație MA de Robin B. Hamman